# Monopis nigricantella
Monopis nigricantella är en fjärilsart som beskrevs av Pierre Millière. Monopis nigricantella ingår i släktet Monopis och familjen äkta malar. Inga underarter finns listade i Catalogue of Life.